# Крупночешуйная краснопёрка-угай
В реках Европы и Средней Азии обитает другая краснопёрка.
Крупночешуйная краснопёрка-угай (лат.  Tribolodon hakonensis) — анадромный вид рыб из семейства карповых (Cyprinidae). Нагуливаются в прибрежных районах с морской водой различной солёности, вплоть до океанической. На нерест заходят в реки. Могут образовывать жилые формы в озёрах.

## Описание
Максимальная зарегистрированная длина тела 50 см, масса тела до 1,5 кг. Максимальная продолжительность жизни 8 лет.
Тело немного уплощённое с боков с относительно крупной чешуёй. Отличительным видовым признаком является количество чешуй в боковой линии (не более 80). Верхняя челюсть слабо выдаётся над нижней (рот конечный или полунижний). Спина чёрная, бока и брюхо светлые. Спинной и хвостовой плавники с тёмными краями. Одним из диагностических признаков крупночешуйной краснопёрки является плавательный пузырь с заострённым задним концом. Желудок отсутствует, как и у всех карповых.
Наиболее чётко межвидовые различия проявляются в нерестовый период, когда рыбы приобретают брачную окраску. У крупночешуйной краснопёрки появляются три оранжево-красные полосы, расположенные по боковой линии, а также выше и ниже неё; в районе анального плавника две нижние полосы сливаются в одну, которая продолжается до хвостового плавника. Нижняя полоса начинается на голове над глазом. Красное пятно в начале боковой линии отсутствует. У самцов жемчужная сыпь хорошо выражена на голове и вдоль спины; у самок представлена только белыми точками на голове и грудных плавниках.
Губы, анальный, грудные и брюшные плавники становятся оранжево-красными.

## Распространение
Ареал этого вида практически совпадает с таковым мелкочешуйной краснопёрки. Широко распространена по тихоокеанскому побережью Дальнего Востока от Шантарских островов до юга острова Кюсю, то есть встречается несколько южнее мелкочешуйной краснопёрки. Обычна на Сахалине, Хоккайдо, Хонсю, отмечена на островах Итуруп и Кунашире. На остальных Курильских островах отсутствует.

## Питание
В отличие от мелкочешуйной краснопёрки в пресноводных водоёмах питается преимущественно донными беспозвоночными. Основой питания в море является зоопланктон.

## Размножение
Нерестовый ход продолжается с апреля по июнь. Нерест происходит на участках с быстрым течением в низовьях рек. Производители рыхлят и перекапывают гальку, образуя углубления, в которые самки откладывают от 5 до 35 тыс. красноватых или оранжевых не клейких икринок, имеющих диаметр от 2,1 до 2,7 мм. После оплодотворения икра закапывается на глубину до 20 см. Одновременно на каждом нерестилище может находиться до нескольких сотен производителей. Отдельные гнезда не устраиваются, и весь участок реки представляет по сути одно нерестилище. В отличие от лососей краснопёрки не образуют пар, а нерестятся коллективно.
После нереста производители мигрируют в море. Личинки после выхода из грунта сразу скатываются в море, где нагуливаются в прибрежных предустьевых пространствах. На зимовку молодь и производители заходят в пресную воду.
Отмечено существование гибридов с мелкочешуйной краснопёркой.

## Классификация
Впервые крупночешуйную краснопёрку описал в 1877 году А. Гюнтер под именем Leuciscus hakuensis из водоёмов острова Хонсю. В 1883 году Анри Соваж описал краснопёрку Tribolodon punctatum из озера Бива, впоследствии этот вид был отнесён в синонимию Tribolodon hakonensis. Российские и советские ихтиологи вплоть до начала 1960-х годов признавали существование только одного вида Leuciscus brandti, в который включались Leuciscus brandti, Leuciscus hakonensis, Leuciscus sachalinensis и др. (выделяемые другими авторами в отдельные виды). Три указанных вида краснопёрок являются единственными представителями семейства карповых, способными нагуливаться в течение длительного времени в воде с океанической солёностью. Эта их отличительная особенность, область распространения (Дальний Восток), а также особенности нерестовой окраски говорят о том, что эта группа близкородственных видов далеко отклонилась от предковой формы, принадлежавшей к роду Leuciscus. На основе генетических исследований (скорость эволюции гена, кодирующего синтез цитохрома b) было доказано, что дивергенция дальневосточных краснопёрок от общего предка Leuciscinae произошла 10 — 15 миллионов лет назад. Предлагаемое некоторыми авторами написание видового названия крупночешуйной краснопёрки-угая — hakuensis не соответствует принятому в Международном Кодексе зоологической номенклатуры.

## Хозяйственное значение
В промысловых уловах не разделяют мелкочешуйную и крупночешуйную краснопёрку, однако численность последней существенно ниже. Является объектом любительского лова.